# گرنرنس
گرنرنس (به فرانسوی: Garnerans) یک کمون (فرانسه) در فرانسه است که در ان (اوورنی-رون-آلپ) واقع شده‌است. گرنرنس ۸٫۶ کیلومتر مربع مساحت دارد ۲۰۵ متر بالاتر از سطح دریا واقع شده‌است.